# BRIT Awards/British Songwriter of the Year
Der BRIT Award for British Songwriter of the Year ist eine Auszeichnungskategorie der britischen BRIT Awards. Sie wurde 2022 eingeführt.
Von Beginn an gehörte neben den Auszeichnungen für Interpreten und ihre Werke als einzige  Auszeichnung für andere Musikschaffende die des Produzenten des Jahres zu den BRIT Awards. Als 2022 eine größere Umgestaltung anstand, wurden die Songwriter dazugenommen. Anders als beispielsweise bei den US-amerikanischen Grammy Awards geht es aber nicht speziell um die Songwriting-Tätigkeit. Ausgezeichnet werden Interpreten oder Produzenten, die mit von ihnen geschriebenen Songs erfolgreich gewesen sind.
Die Gewinner und Nominierten werden von einem Komitee bestehend aus knapp 1.200 Mitgliedern gewählt. Das Wahlkomitee besteht aus Musikern/Musikschaffenden, Mitarbeitern des Musikgewerbes, von Plattenfirmen und der Musikmedien, Managern, Produzenten, Promotern und anderen Musikdienstleistern.
Wie seit 2018 bei den Produzenten gibt es keine Nominierungen, sondern nur die Bekanntgabe des Gewinners des Jahres.
In den ersten vier Jahren gab es vier verschiedene Gewinner. 2024 und 2025 war die Gewinnerin auch Gewinnerin in der Kategorie Interpretin des Jahres.

## Übersicht
| Jahr | Songwriter des Jahres |
| ---- | --------------------- |
| 2022 | Ed Sheeran            |
| 2023 | Kid Harpoon           |
| 2024 | Raye                  |
| 2025 | Charli XCX            |